# Der Astronaut (Loriot)
Der Astronaut ist ein Sketch des deutschen Humoristen Loriot. In ihm will ein Fernsehmoderator einen vermeintlichen US-Astronauten interviewen. Schnell wird jedoch klar, dass der Mann nur ein deutscher Verwaltungsinspektor ist. Der Moderator stellt dennoch seine für den Astronauten vorbereiteten Fragen, die für einen Verwaltungsbeamten vollkommen unpassend sind.
Der Sketch wurde erstmals in der  18. Folge der Fernsehserie Cartoon gezeigt, die im Januar 1972 ausgestrahlt wurde. Loriot selbst spielt darin den Fernsehmoderator, die Rolle des Gesprächspartners übernahm Heinz Meier, für den es der erste Auftritt in einer Loriot-Sendung und damit der Beginn einer Jahrzehnte währenden Zusammenarbeit war. Der Sketch wurde auch in die Sendung  Loriots 60. Geburtstag sowie die Neuschnittfassung der Serie Loriot aus dem Jahr 1997 aufgenommen. Daneben erschien der Text des Sketches 1981 im Sammelband Loriots dramatische Werke und ist Teil einiger weiterer Veröffentlichungen Loriots.

## Handlung

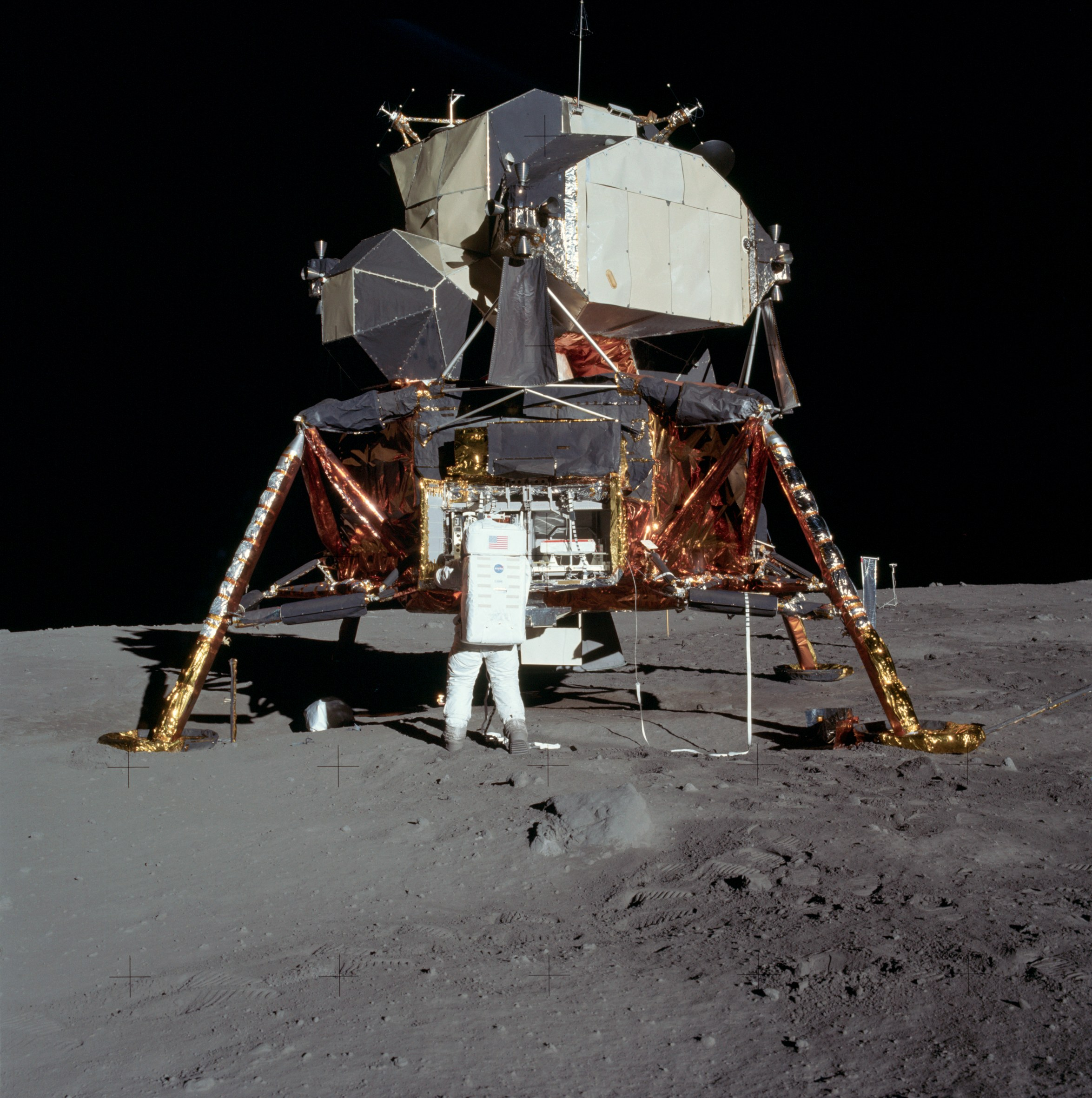
Die Apollo-Mondlandefähre Eagle

In einem Fernsehstudio sitzen zwei Männer vor dem Bild einer Mondlandefähre. Der links sitzende Moderator Schmoller gibt zunächst eine kurze Einleitung. Die drei Astronauten Perdy, Elden und Brown, die zur Stunde Gast des Bundespräsidenten seien und danach zu einer Tournee durch Deutschland aufbrächen, hätten nicht zu einem Interview zur Verfügung gestanden. Deshalb habe man Major Gary Wickliff, der sich seit 1964 zweimal in einer Mondumlaufbahn befunden habe, ins Studio eingeladen, um mit ihm vor allem über die menschliche Seite der Raumfahrt zu sprechen.
Schmoller spricht nun den Gast auf Englisch an, worauf dieser auf Deutsch mit „Wie bitte?“ reagiert. Schmoller ist positiv überrascht, dass sein Gast deutsch spricht, da dies ja alles viel einfacher mache. Schnell kommt durch Schmollers Fragen heraus, dass es sich bei dem Gast weder um Wickliff noch um einen Astronauten handelt. Stattdessen stellt sich der Gast als Verwaltungsinspektor Wieland vor. Trotz dieser Tatsache setzt Schmoller das Interview mit ihm fort – gemäß der Maxime The show must go on, der er sich hier offenbar verpflichtet fühlt – und nutzt dafür seine für einen Astronauten vorbereiteten Aussagen und Fragen.
So bezeichnet er den Beruf des Verwaltungsinspektors als „erregend“ und „abenteuerlich“ und stellt die Behauptung auf, Wieland habe sich harten körperlichen Tests unterziehen müssen, um sich gegen tausende Mitbewerber durchzusetzen. Auf Schmollers Frage nach der äußersten Beschleunigung, der er ausgesetzt war, antwortet Wieland mit „in 18 Sekunden auf 100“. Schmollers anschließende Frage, ob Wielands Kreislauf darunter nicht gelitten habe, verneint er. Auch Schmollers Fragen nach einer unzumutbaren Belastung für seine Ehefrau durch seine Tätigkeit und ein generelles Eheverbot für Verwaltungsbeamte verneint Wieland. Als ihn Schmoller nach der äußersten Entfernung von der Erdoberfläche fragt, in der er gearbeitet habe, antwortete er, er arbeite jetzt im dritten Obergeschoss. Schmoller fragt darauf, ob er jemals befürchtet habe, von dort oben nicht mehr zurückzukehren, worauf Wieland wieder mit einem „Nein“ reagiert. Am Ende fragt Schmoller Wieland stotternd, ob er nach dem Ende seiner Tätigkeit für die Verwaltung fest mit einer Anstellung in der Industrie rechnen könne. Wieland reagiert darauf mit einem „Was!?“, worauf Schmoller seinem Gast für das Gespräch dankt und damit das Interview beendet.

## Produktion und Veröffentlichung

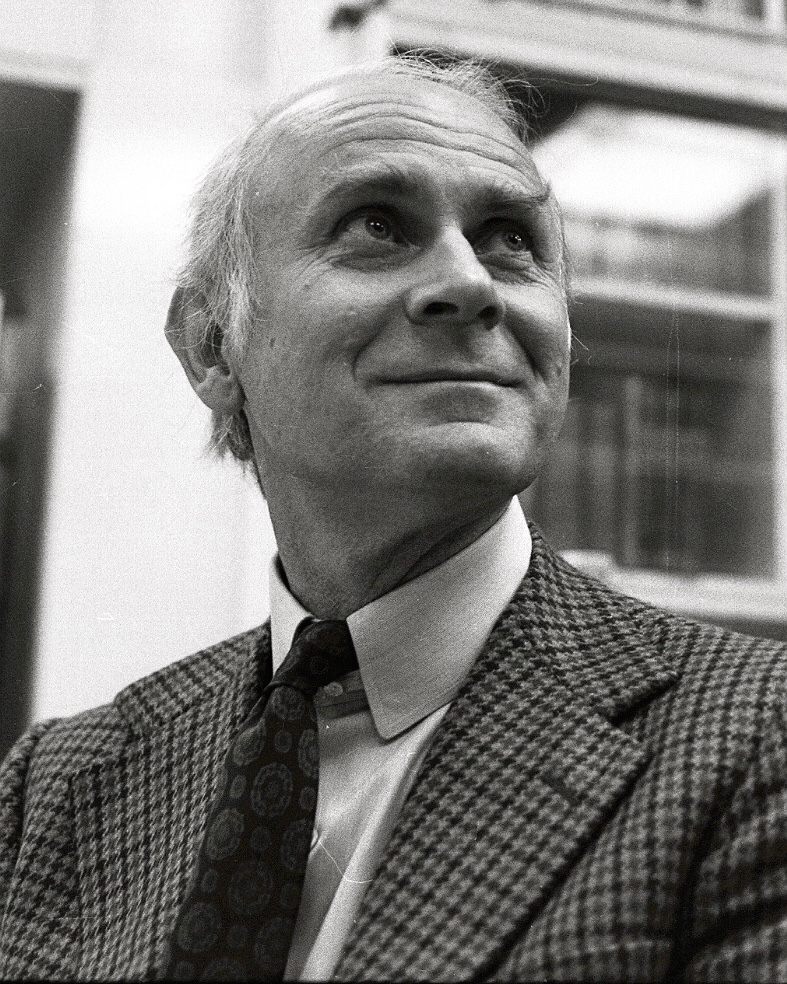
Loriot 1971 während einer Autogrammstunde

Der Sketch wurde für die von Loriot moderierte Sendung Cartoon des Süddeutschen Rundfunks produziert. Für Heinz Meier, den Darsteller des vermeintlichen Astronauten, war es die erste Zusammenarbeit mit Loriot. Laut eigener Aussage sei ihm vom Chef des Besetzungsbüros des Süddeutschen Rundfunks die Rolle angeboten worden, als er gerade beim Sender in Stuttgart war. Während der Aufnahme habe Loriot ihn aufgefordert, ohne Verwunderung wie ein ganz normaler Mensch zu antworten und nicht zu spielen. Meier trat noch in zwei weiteren Sketchen von Cartoon auf. Bekannt wurde er aber vor allem durch sein Mitwirken an der Sendung Loriot (1976–1978), wo er unter anderem den Lottogewinner sowie in mehreren Sketchen der sechsten Folge Herrn Hoppenstedt spielte. Auch in Loriots Spielfilmen Ödipussi und Pappa ante portas spielte er mit.
Der Astronaut wurde erstmals in der 18. Folge von Cartoon gezeigt, die am 2. Januar 1972 im Deutschen Fernsehen ausgestrahlt wurde. Ebenfalls 1972 produzierte Loriot eine Spezialausgabe von Cartoon als deutschen Beitrag für das Fernsehfestival Rose d’Or in Montreux. Die Sendung war ein Zusammenschnitt bereits zuvor gesendeter Fernsehparodien, darunter Der Astronaut, und wurde am 26. März auf Südwest 3 ausgestrahlt. 1983 war der Sketch Teil der Sendung Loriots 60. Geburtstag. Er wurde außerdem in die Neuschnittfassung der Serie Loriot aus dem Jahr 1997 aufgenommen, in der er in der elften Folge mit dem Titel Von Autos, Pferden, Polizei und Feuerspritzen zu sehen ist.
Der Text des Sketches erschien erstmals 1981 im Sammelband Loriots dramatische Werke, der die Texte vieler Trickfilm- und Realfilmsketche der Serien Cartoon und Loriot sowie einiger weiterer Fernseharbeiten Loriots vereinigt. Er ist darin dem Kapitel Wissenschaft, Technik und Verkehr zugeordnet. Der Text wurde später auch in anderen Sammelbänden Loriots veröffentlicht.
In der DVD-Sammlung Die vollständige Fernseh-Edition von Loriot ist der Sketch neben der Cartoon-Version auch als Lesung von Loriot und Evelyn Hamann enthalten. Diese fand 1987 im Palast der Republik in Ost-Berlin statt. Loriot übernahm darin erneut die Rolle des Moderators Schmoller, Hamann las die Rolle des Gastes, der in dieser Version eine Frau ist.

## Einordnung
Loriot moderierte ab 1967 die Sendereihe Cartoon, die zu Beginn vor allem als dokumentarische Sendung konzipiert war, in der humoristische Zeichnungen und Zeichner aus Deutschland und dem Ausland vorgestellt werden sollten. Loriot trug zwar von Beginn an auch eigene Trickfilmarbeiten bei, sein Anteil an der Sendung war aber zunächst gering, nahm aber von Folge zu Folge zu. Nachdem in der 14. Folge aus dem Dezember 1970 der Brite Timothy Moores die Regie übernommen hatte, trat Loriot auch in Realfilm-Sketchen auf. Sie parodierten meist das Fernsehen, zu Beginn vor allem reale Sendungen wie Was bin ich? oder Aktenzeichen XY … ungelöst.  Auch Der Astronaut wurde in der Cartoon-Folge in eine Parodie der ARD-Sendung Bericht aus Bonn eingebunden. Das Fernsehen blieb auch nach dem Ende von Cartoon im Jahr 1972 Loriots Hauptthema. So bildete eine Talkshow den Rahmen der Einzelsendung Loriots Telecabinet aus dem Jahr 1974. Auch die erste Folge der Sendereihe Loriot widmete sich mit Sketchen wie Studiointerview und Der Lottogewinner noch hauptsächlich dem Fernsehen. Erst danach traten andere Themen wie das Verhältnis zwischen Mann und Frau, das Gespräch zwischen Verkäufer und Kunde sowie die Familie in den Vordergrund.
Die Produktion und Erstausstrahlung von Der Astronaut fiel in eine Zeit, in der in Deutschland eine Hysterie um die Raumfahrt herrschte. US-Astronauten waren im Juli 1969 im Rahmen der Mission Apollo 11 erstmals auf dem Mond gelandet. Bis zur Ausstrahlung des Sketches folgten drei weitere Landungen. Der Astronaut war nicht die einzige Reaktion Loriots auf den Medienhype um diese Ereignisse. So war bereits im Oktober 1969 in Cartoon der Trickfilm Mondgestein zu sehen. Darin wird ein Wissenschaftler von einem Reporter interviewt und gibt bekannt, mikroskopisch kleine Mondbewohner auf einem Stück Mondgestein entdeckt zu haben. Im März 1971 parodierte Loriot die Fernsehübertragungen der Mondlandungen. In einem von einem pathetischen Kommentar begleiteten Fernsehbeitrag landen seine eigenen Möpse als deutsche Astronauten Meyer und Pöhlmann auf dem Mond.

## Vorbilder und Abwandlungen
Das Verhalten Schmollers ist auch bei realen Fernsehinterviews zu beobachten. So beschreibt Medienwissenschaftler Thomas Koebner in einem Aufsatz aus dem Jahr 1979 mehrere Typen von Interviewern, darunter auch „De[n] Pedantische[n]“. Dieser bereite Fragen auf seinem Zettel vor und fahre auch bei überraschenden Abweichungen unbeirrt mit seinem Programm fort. So entstehe manchmal der Eindruck, er höre seinem Interviewpartner überhaupt nicht zu. Uwe Ehlert weist in seiner Dissertation zu Kommunikationsstörungen im Werk Loriots darauf hin, dass auch im Alltag Kommunikationen auftreten, bei denen Menschen krampfhaft an ihrer einmal gewählten Form der Gesprächsführung festhalten und dadurch nicht fähig sind, ein Gespräch mit anderen zu führen.
Der Astronaut ähnelt einem Sketch des britischen Komikers John Cleese aus dem Jahr 1965 und wurde vermutlich von diesem inspiriert. Darin interviewt Cleese als BBC-Moderator einen vermeintlichen Tiefseetaucher, der aber eigentlich nur Versicherungsvertreter ist. Wie im Loriot-Sketch stellt der Moderator trotzdem seine vorbereiteten Fragen, die den Fragen Schmollers ähneln. So fragt er beispielsweise, was die größte Tiefe war, in der sein Gast gearbeitet habe, worauf dieser antwortet: „Im Untergeschoss“. Ähnlichkeiten zu britischen Sketchen gibt es auch in späteren Arbeiten Loriots. So erinnert der 1976 ausgestrahlte Sketch Die weiße Maus, in dem Heinz Meier als Tierhändler einem naiven Kunden eine tote Maus als Haustier verkauft, an den Monty-Python-Sketch Der Papagei ist tot aus dem Jahr 1969.
Der 1977 in der fünften Folge der Sendereihe Loriot ausgestrahlte Sketch Das Filmmonster zeigt ein ähnliches Motiv wie Der Astronaut. Darin interviewt eine Reporterin einen für seine Horrorfilme bekannten Schauspieler, von dem sie annimmt, dass er eine Horrormaske trägt. Als sie erkennt, dass es sein echtes Gesicht ist, hält sie wie Reporter Schmoller beim falschen Astronauten an den vorbereiteten Fragen für ihren Gast fest, obwohl einige angesichts seines Aussehens unpassend sind.

## Ausgaben (Auswahl)
Bildtonträger
- Loriot – Sein großes Sketch-Archiv. Warner Home Video, Hamburg 2001, DVD Nr. 3 (als Teil von Loriot 11).
- Loriot – Die vollständige Fernseh-Edition. Warner Home Video, Hamburg 2007, DVD Nr. 2 (Cartoon-Version).
- Loriot – Die vollständige Fernseh-Edition. Warner Home Video, Hamburg 2007, DVD Nr. 5 (Lesung von Loriot und Evelyn Hamann).

Tonträger
- Loriots Heile Welt. Deutsche Grammophon, Hamburg, 1978, Schallplatte.
- Loriots Klassiker. Deutsche Grammophon, Hamburg, 1988, CD.
- Loriot – Dramatische Werke. Diogenes, Zürich, 2016, CD (gelesen von Stermann & Grissemann).

Bücher
- Loriots dramatische Werke. Diogenes, Zürich 1981, ISBN 3-257-01004-4, S. 236–238.
- Menschen, Tiere, Katastrophen. Reclam, Stuttgart 1992, ISBN 3-15-008820-8, S. 119–121.
- Das Frühstücksei. Diogenes, Zürich 2003, ISBN 3-257-02081-3, S. 221–223.
- Gesammelte Prosa. Diogenes, Zürich 2006, ISBN 978-3-257-06481-0, S. 316–319.